# Episodi di Power (quinta stagione)
La quinta stagione della serie televisiva Power, composta da 10 episodi, è trasmessa negli Stati Uniti dal canale via cavo Starz dal 1º luglio al 9 settembre 2018.
In Italia, la stagione è andata in onda in prima visione sul canale satellitare Sky Atlantic dal 13 agosto al 10 settembre 2018.
| nº | Titolo originale          | Titolo italiano             | Prima TV USA     | Prima TV Italia   |
| -- | ------------------------- | --------------------------- | ---------------- | ----------------- |
| 1  | Everyone Is Implicated    | Siamo tutti implicati       | 1º luglio 2018   | 13 agosto 2018    |
| 2  | Damage Control            | Limitazione dei danni       | 8 luglio 2018    | 13 agosto 2018    |
| 3  | Are We On the Same Team?  | Siamo nella stessa squadra? | 15 luglio 2018   | 20 agosto 2018    |
| 4  | Second Chances            | Seconde possibilità         | 22 luglio 2018   | 20 agosto 2018    |
| 5  | Happy Birthday            | Buon compleanno             | 29 luglio 2018   | 27 agosto 2018    |
| 6  | A Changed Man?            | Un uomo cambiato            | 5 agosto 2018    | 27 agosto 2018    |
| 7  | The Devil Inside          | Il demone interiore         | 12 agosto 2018   | 3 settembre 2018  |
| 8  | A Friend of the Family    | Un amico di famiglia        | 26 agosto 2018   | 3 settembre 2018  |
| 9  | There's a Snitch Among Us | Una spia tra di noi         | 2 settembre 2018 | 10 settembre 2018 |
| 10 | When This Is Over         | Quando sarà finita          | 9 settembre 2018 | 10 settembre 2018 |